# وادي تابلوط
وادي تابلوط هو مجرى مائي في شمال الجزائر يصب في البحر الأبيض المتوسط قرب أوقاس داخل ولاية بجاية في منطقة القبائل.

## المسار
يمر «وادي تابلوط» عبر ولاية بجاية في منطقة القبائل.
| رقم | ولاية بجاية  |
| --- | ------------ |
| 01  | تيزي أنبربار |
| 02  | أوقاس        |

## الطرق الوطنية والولائية
يتقاطع «وادي تابلوط» مع العديد من الطرق الوطنية والولائية أثناء عبوره ولاية بجاية في منطقة القبائل.
| رقم | ولاية بجاية             |
| --- | ----------------------- |
| 01  | طريق ولائي 15 (الجزائر) |
| 02  | طريق ولائي 16 (الجزائر) |
| 03  | طريق وطني 9 (الجزائر)   |

## الجسور
يتقاطع «وادي تابلوط» مع العديد من الجسور أثناء عبوره ولاية بجاية في منطقة القبائل.
| رقم | ولاية بجاية |
| --- | ----------- |
| 01  | جسر تابلوط  |
| 02  | جسر أوقاس   |

## وصف
ينبع «وادي تابلوط» في مرتفعات جبل يما تادرارت جنوب أوقاس، وذلك في بلدية تيزي أنبربار قرب قرية تابلوط.
وقد تم الشروع في تهيئة هذا المجرى المائي من طرف وزارة الموارد المائية الجزائرية خلال عام 2010م مع وادي ألاغان.
ذلك أن هذا الوادي الذي يمتد على طول 6,2 كيلومترانطلاقا من منبعه حتى مصبه في شاطئ مدينة أوقاس بما يهدد هذا المركز الحضري عند هطول الأمطار الغزيرة وفيضان المجاري.
واستفاد بالتالي هذا الوادي من مشروع إنجاز قناة بحرية على غرار وادي الصومام ووادي ألاغان.

## الفيضانات
شهد «وادي تابلوط» فيضانا كبيرا وسيولا غامرة يوم 3 أكتوبر 2008م بعد هطول أمطار خريفية غزيرة ومفاجئة.
فبعد قرابة أربع وعشرين ساعة من تساقط الأمطار، غرقت بعض أحياء مدينة أوقاس في المياه والأوحال، حتى أن المياه غمرت جسر أوقاس الذي يعبره الطريق الوطني رقم 9.
ذلك أن بائع مواد بناء ورمل وحصى، غير ملتزم بمعايير الممارسة التجارية، قد تسبب في جزء من الانسداد الذي أحدث هذه الأضرار في المدينة الساحلية.
كما أن أن أحد الخواص أقام جدارا عازلا بين بنايتين قرب الوادي بما أدى إلى تحويل وفيضان مياه المجاري الحضرية نحو وسط المدينة عوض تفريغها في الوادي.
وقد استنجد حينها السكان بزوارق الصيد البحري من أجل إخلاء منازلهم الغارقة في الماء والوحل بسبب سوء تقدير مشاريع تهيئة الوادي ومجاري صرف مياه الأمطار في أوقاس.
ويعود مشكل مدينة أوقاس مع فيضان مياه «وادي تابلوط» إلى كون أرضية المدينة ما هي إلى مستنقع قديم لا يستطيع امتصاص المياه السطحية، وأي فائض في تساقط الأمطار يؤدي إلى عودته إلى طبيعته الأصلية كسبخة أو بحيرة ساحلية.
وتعيش قرية أنسة في ضاحية المدينة مشكل انجراف أراضيها على الضفتين بسبب الطبيعة الطينية للمنطقة كلما ارتفع مستوى مياه الوادي.
وينتظر سكان أوقاس المجاروين لهذا المجرى المائي أن يتم إنجاز سد ترابي مدعوم بالخرسانة والحجارة على الضفتين قصد حماية هذه المدينة الساحلية السياحية.

## سد مائي
يجري التفكير في إنجاز سد مائي صغير في مرتفعات أوقاس من أجل تجميع مياه «وادي تابلوط» لحماية المدينة الساحلية من أخطار السيول الجارفة.

## مواضيع ذات صلة
- وزارة الموارد المائية الجزائرية
- قائمة وديان الجزائر
- قائمة المجاري المائية في الجزائر
- نظام مائي للوديان
- نظام مطري للوديان
- الأطلس التلي
- جبال جرجرة
- ولاية بجاية
- السياحة في الجزائر
- قائمة أهم المعالم السياحية في العالم